# Smile (Avril Lavigne)
Smile is de tweede single van het vierde studioalbum, Goodbye Lullaby, van de Canadese zangeres Avril Lavigne. De single werd officieel uitgebracht op 6 mei 2011.

## Nummers
| Nr. | Titel              | Duur |
| --- | ------------------ | ---- |
| 1.  | Smile (Radio Edit) | 3:29 |

| Nr. | Titel                             | Duur |
| --- | --------------------------------- | ---- |
| 1.  | Smile                             | 3:29 |
| 2.  | What the Hell (Bimbo Jones Remix) | 4:10 |
| 3.  | Smile (muziekvideo)               | 3:36 |

## Prestaties
| Land             | Certificaat (prijs) |
| ---------------- | ------------------- |
| Australië        | Platina             |
| Canada           | Platinum            |
| Nieuw-Zeeland    | Goud                |
| Verenigde Staten | Goud                |

## Prijzen
| Jaar | Prijsuitreiking        | Prijs                                         | Resultaat   |
| ---- | ---------------------- | --------------------------------------------- | ----------- |
| 2011 | EVMA 2011              | Best Alternative Video                        | Genomineerd |
| 2012 | MuchMusic Video Awards | International Video Of The Year by a Canadian | Genomineerd |